# علی‌آباد چاهدگال
علی‌آباد چاهدگال، روستایی در دهستان چاهدگال بخش نگین کویر شهرستان فهرج در استان کرمان ایران است.

## جمعیت
بر پایه سرشماری عمومی نفوس و مسکن در سال ۱۳۹۵، جمعیت این روستا برابر با ۴۵۰ نفر (۱۱۶ خانوار) بوده‌است.